# Luohttoláhko
Luohttoláhko, enligt tidigare ortografi Luottolako, är en vidsträckt högplatå i Sareks nationalpark, belägen mellan Sarvesvágge och Njåtjosvagge. Öster om platån ligger Pårtemassivet och västerut Tjäkkokmassivet. Med undantag av sin västra del, består högplatån av stenig, nästan steril mark med ett fåtal mindre sjöar, varav de två största är Bálgatjávrásj och Luohttojávrre.
Namnet är härlett från luohto som betyder "ödemark".

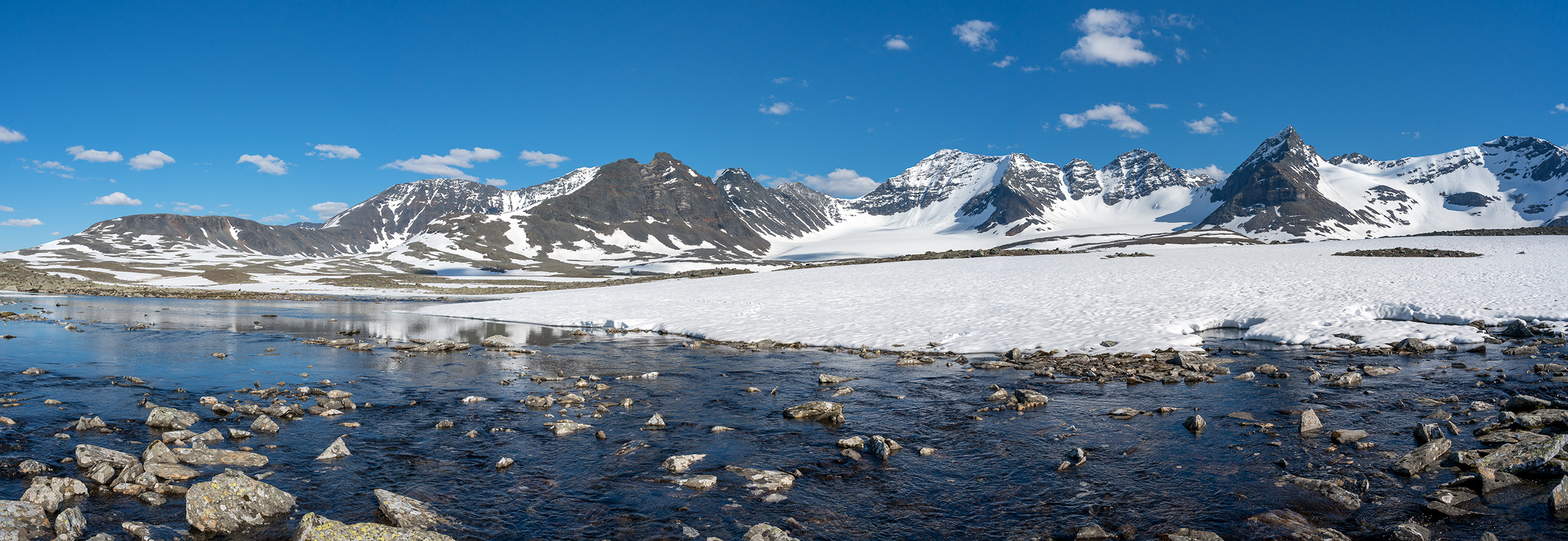
Vy mot öster från Luohttoláhko. Jokken från Lullihajávrre.

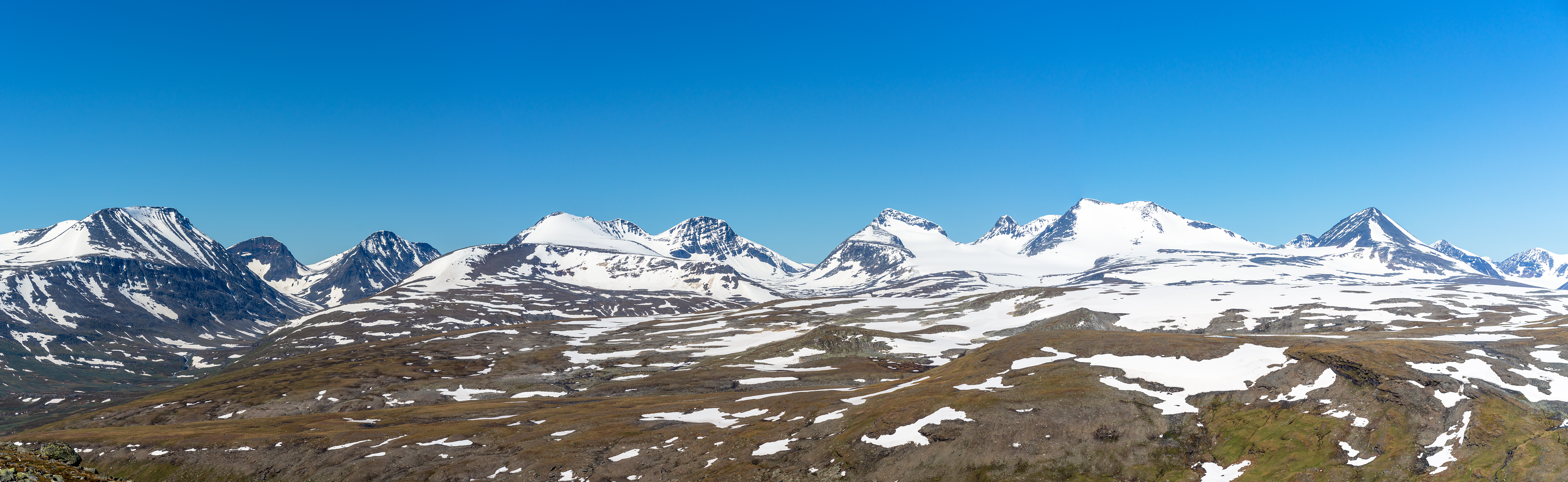
Panorama mot sydvästra delen av Luohttoláhko.